# Klädesfabriksparken
För parken i Tammerfors, se Klädesfabriksparken, Tammersfors.

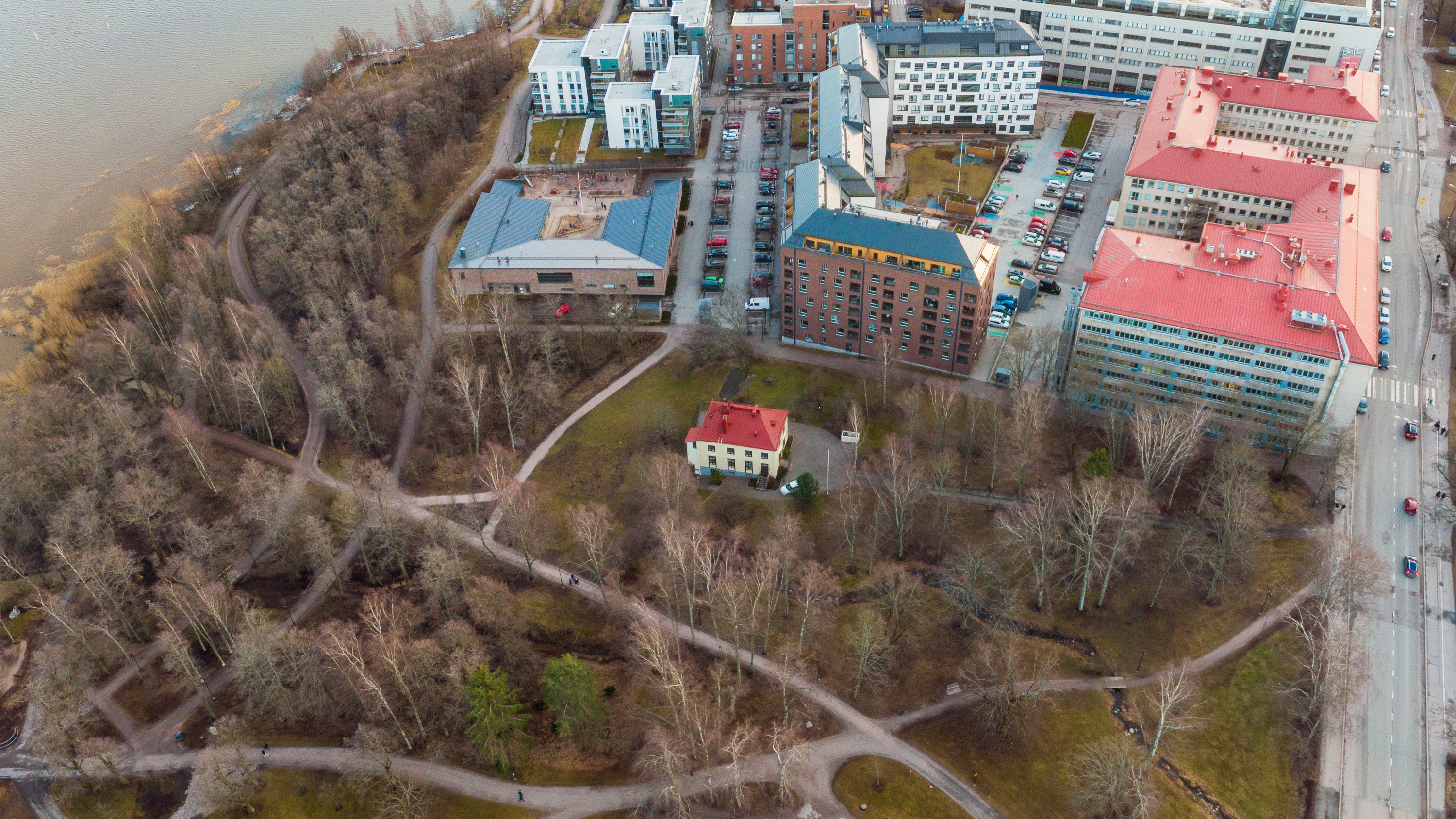
Klädesfabriksparken med Villa Arabeski

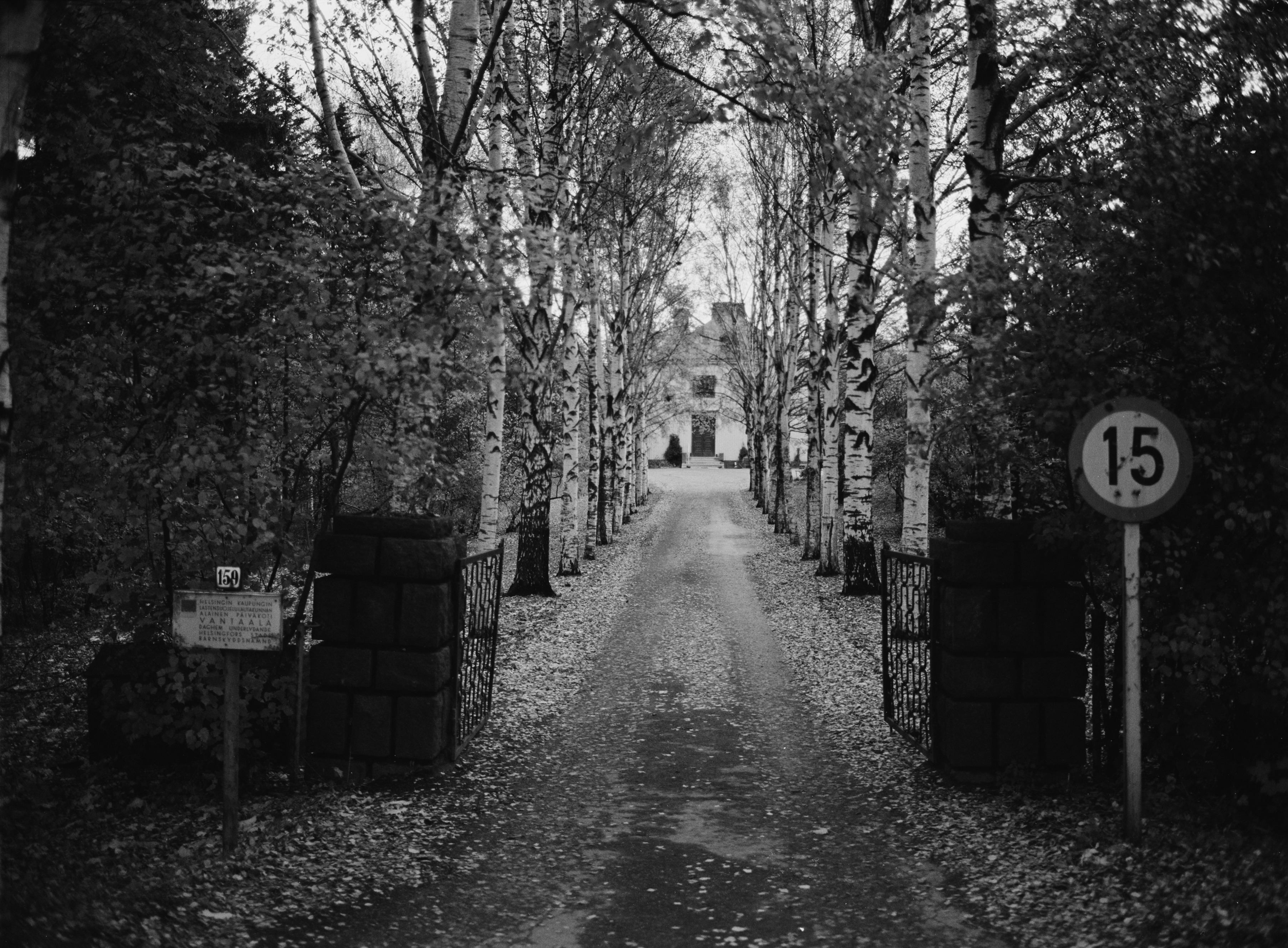
Björkallén in till Villa Arabeski, 1983

Klädesfabriksparken (finska: Verkatehtaanpuisto) är en park i Gammelstaden i Helsingfors. Den ligger vid mynningen av Helsinge å, där också den äldsta hamnen i Helsingfors låg. På Borgnäset, tvärs över mynningen, låg vid denna tid ett varv.
Klädesfabriksparken representerar Gammelstadens traditionella industrimiljö med forslandskap samt industribyggnader i rött tegel, som främst härstammar från den senare hälften av 1800-talet. Området är kulturhistoriskt värdefullt.
Klädesfabrikens gamla industribyggnad används idag av Yrkeshögskolan Metropolia och har genomgått många förändringar under årtiondenas lopp. Den ursprungliga byggnaden i rött tegel ritades av arkitekt Theodor Höijer (1843–1910) och stod klar år 1900. 
Gammelstadsbäcken rinner genom parken. Två broar går över bäcken.
I parken finns patriciervillan Villa Arabeski, som ritades av Ole Gripenberg för disponenten på spinneriet Helsingfors Mekaniska Väfveri Ab, som ingick i Yhdistyneet Villatehtaat Oy / De Förenade Yllefabrikerna Ab. En björkallé leder till byggnaden från Tavastvägen. År 1959 köptes villan och närliggande fabriksbyggnader av Helsingfors stad. Först användes byggnaden för ett daghem och senare, fram till 2009, för Konst- och kommunikationshögskolan vid Yrkeshögskolan Metropolia. 